# Anders Molt Ipsen
Anders Molt Ipsen (født 25. april 1953 i Flensborg) var direktør for Dansk Skoleforening for Sydslesvig.
Anders Molt Ipsen er født i Flensborg, hvor forældrene var lærere. Da han var tre år, flyttede han sammen med sin familie til Skodborg. Anders Molt Ipsen voksede op i et hjem med stor interesse for det danske mindretal i Sydslesvig, men vendte først som voksen tilbage til Sydslesvig.
Anders Molt Ipsen blev ansat som lærer i Sydslesvig i 1978 ved Hiort Lorenzen-Skolen i Slesvig. Fra 1987–1996 var han skoleinspektør ved Gottorp-Skolen i Slesvig. I perioden 1996–2000 var han ansat som konsulent med ledelsesopgaver i Skoleforeningens forvaltning i Flensborg. Dermed havde Anders Molt Ipsen et godt kendskab til det danske mindretals skolevæsen, da han per 1. januar 2000 efterfulgte Hans Andresen som direktør. Han gik på pension per 31. december 2015. 
Men allerede da han efter bestået lærereksamen fra Kolding Seminarium blev lærer på Hiort Lorenzen-Skolen i Slesvig, fungerede han i en del år som pædagogisk medarbejder ved Center for Undervisningsmidler i det sydslesvigske skolevæsen.
Som noget af det første i sit aktive lærerliv i Sydslesvig tog Anders Molt Ipsen initiativ til at danne Slesvig Spejderorkester, som han var leder af og dirigent for i 15 år i perioden fra 1981–1996. I 1988 modtog han Sydslesvigs danske Ungdomsforeningers ungdomslederpris.
Hans kone, Susanne Ipsen er lærer og danskkonsulent ved Skoleforeningen. Deres tre børn, Estrid, Inge og Lisbet, er opvokset i Slesvig, og efter skolegang dér fortsatte de på Duborg-Skolen for senere at videreuddanne sig i Danmark. Anders Molt Ipsen er bosiddende i Flensborg.

## Henvisning
- Hans Andresen: Sydslesvigs danske skoles historie efter 1920. Syddansk Universitetsforlag 2017. ISBN 978-87-7674-982-8. Side 669f.